# Deutsches Friedenskartell
Pour les articles homonymes, voir DFK.
Le Deutsches Friedenskartell (DFK) (en français Cartel de la paix allemand) est une organisation faîtière allemande regroupant la plupart des organisations faisant partie du mouvement pacifiste allemand de la République de Weimar. Il est fondé le 26 janvier 1922 et existe jusqu'à la démission de certains de ses membres fondateurs le 17 juin 1929. À sa fondation, il rassemble treize organisations puis 22 selon Karl Holl en 1928. L'organisation est plutôt centrée à gauche sur l'échiquier politique allemand.

## Fondation et fonctions
Le Deutsches Friedenskartell naît du neuvième Congrès des pacifistes allemands de 1920 à Brunswick organisé par la Deutsche Friedensgesellschaft. À cette occasion, on décide de créer une commission principale consacrée aux motions non-discutées et à la préparation du congrès suivant à Essen. Cette commission regroupe des délégués de tous les groupes participants au congrès et doivent prendre des décisions au nom de leur groupe. Après le congrès d'Essen, ses membres décident le 16 décembre 1921 de siéger de manière durable et régulière. Pour la première fois depuis 1918, ils se mettent d'accord sur une représentation perpétuelle qui ne doit pas seulement servir à préparer des congrès nationaux ou internationaux mais servir publiquement en tant que porte-parole et lien entre tous les groupes membres à prendre position sur des questions politiques. Le chef du Deutsches Friedenskartell est Ludwig Quidde et ses remplaçants sont Hellmut von Gerlach, Helene Stöcker, Gertrud Baer et Walter Levinthal. 
L'organisation remplit alors plusieurs fonctions théoriques analysées par l'historien allemand Reinhold Lütgemeier-Davin. La première de ces fonctions est une fonction de rationalisation. Le mouvement pacifiste est en effet représenté par une multitude d'associations empêchant la transmission de tout message fort. Il ne faut pas oublier que les associations militaires allemandes fleurissent et que le nombre d'adhérents au cartel, 100 000, reste faible en comparaison à celui de ceux de ces organisations militaires. La deuxième fonction du cartel est une fonction de limitation. En se réunissant au sein de l'organisation, les groupements s'engagent à agir selon une ligne commune, ce qui limite la concurrence entre eux et donc renforce l'efficacité de leurs actions ce qui est la troisième fonction : celle de l'efficacité selon le proverbe l'union fait la force. Cette efficacité est d'ailleurs d'autant plus favorisée que chaque groupement peut répondre au vu de ses aptitudes à un problème particulier, c'est la fonction de spécialisation. Enfin, au sein du cartel, les groupements doivent se soutenir. Ce soutien entraîne un meilleur lien entre tout le monde, c'est la fonction d'intégration.

## Membres
A la fondation du Deutsches Friedenskartell, sont membres le Bund Neues Vaterland qui s'appelle par la suite Deutsche Liga für Menschenrechte, la Deutsche Liga für Völkerbund, le Bund der Kriegsdienstgegner cofondé par Helene Stöcker, le Friedensbund der Kriegsteilnehmer cofondé par Carl von Ossietzky, le Friedensbund Deutscher Katholiken, le Bund der religiösen Sozialisten Deutschlands, l'Internationale Frauenliga für Frieden und Freiheit, la Weltjugendliga allemande sous la direction de Harry Kessler, le Deutscher Pazifistischer Studentenbund, le Bund entschiedener Schulreformer, le Deutscher Monistenbund du moniste Georg Graf von Arco, le Bund für radikale Ethik.
Par la suite, d'autres associations viennent se greffer au cartel : la Vereinigung der Freunde von Religion und Völkerfrieden forte de 500 membres, le Bund für Mutterschutz und Sexualreform fondé par Helene Stöcker, la Großdeutsche Volksgemeinschaft, la Gesellschaft für republikanisch-demokratische Politik, le Freideutscher Bund, le Volksbund für Geistesfreiheit, la Freie Aktivistische Jugend, la Bund Freier Sozialistischer Jugend, le Gruppe Revolutionärer Pazifisten fondé par Kurt Hiller, la Liga gegen koloniale Unterdrückung, le Verband der Kriegsdienstgegner Nordrhein-Westfalen, l'Internationaler Versöhnungsbund, les Quäker d'Allemagne et la Katholische Weltjugendliga.

## Politique
Étant donné que les groupes membres du DFK représentent des positions et des buts politiques parfois opposés, l'organisation pacifiste doit à travers Ludwig Quidde obtenir des compromis et s'en faire le représentant auprès de l'opinion publique. Le principal point de querelle parmi les groupes pacifistes de la République de Weimar est leur position par rapport au Traité de Versailles et en particulier à la Kriegsschuldfrage, les uns comme Quidde et Hans Wehberg partisans d'une responsabilité partagée, les autres plus radicaux comme Hellmut von Gerlach y voient les conséquences des structures même de la société allemande. Bien que tous les groupes ne reconnaissent pas le paragraphe sur la culpabilité de l'Allemagne, ils sont ensemble d'accord pour exécuter les obligations du traité pour obtenir un rapprochement avec la France et ainsi atteindre un adoucissement à moyen terme du paiement des réparations de guerre. Ils exigent alors de la politique allemande qu'elle dresse d'une part un inventaire sans ménagements des capacités financières du pays et d'autre part que soit alourdie la charge des classes possédantes en ce qui concerne les conséquences de la guerre.
L'occupation franco-belge de la Ruhr en 1923 est ressentie par le DFK comme la conséquence des provocations et des actes de sabotages allemands. Au début, il soutient l'appel du gouvernement de Wilhelm Cuno à la résistance passive. Mais lorsqu'il doit constater que le gouvernement ne font aucune proposition pour résoudre le conflit, le DFK retire son soutien. Après l'occupation de la Ruhr, le gouvernement proclame l'état d'urgence afin de restaurer l'autorité publique. Le DFK proteste dans la mesure où ces mesures entraînent également l'interdiction d'actions pacifistes. Il s'insurge contre la limitation de la liberté de réunion et intervient pour que la constitution soit protégée par la population.
Le combat contre le militarisme qui se renforce encore et toujours est la préoccupation première du Deutsches Friedenskartell qui s'engage pour le respect sans réserve des conditions de désarmement et de limitation d'armement ordonnées par le Traité de Versailles. Il condamne les dépenses pour l'armement qui s'élèvent, dévoile le fait que la Reichswehr se réarme secrètement, combat le revanchisme et les plans pour la réintroduction du service militaire. Pour cela, certains membres du DFK sont accusés et condamnés pour haute trahison.
Bien que l'antimilitarisme soit fortement représenté au sein du DFK, Quidde oriente l'organisation sur une ligne de politique étrangère modérée pour préserver son influence sur la politique du gouvernement. Le DFK reste dans le cadre de ses revendications traditionnelles : détente, désarmement général, abandon de la politique d'hégémonie et collaboration internationale.
Alors certains groupes radicaux membres du DFK participent au mouvement pour l'expropriation sans contrepartie des maisons princières initié par le parti communiste, la Deutsche Liga für Völkerbund se distance du Friedenskartell. En 1927, elle soutient la politique militaire allemande et quitte le DFK afin d'obtenir des moyens financiers de la part du gouvernement.
Après l'entrée de l'Allemagne à la Société des Nations, ce qui était l'un des buts principaux de la catégorie des pacifistes qui visent à la révision du Traité de Versailles, les groupes plus radicaux lancent une campagne de pétition dans les Länder et les communes pour l'objection de conscience préventive. Les groupes antimilitaristes se réunissent alors au sein du Linkskartell. Le DFK soutient alors de son côté des positions plus radicales mais ne fait ainsi que renforcer la concurrence entre les deux organisations faîtières. Le représentant principal de la Deutsche Friedensgesellschaft, Fritz Küster, et celui du Groupe des pacifistes révolutionnaires nouvellement formé, Kurt Hiller, s'attaquent mais se rejoignent toutefois dans leurs buts essentiels qui sont l'objection de conscience, l'abolition de la Reichswehr, la critique de la politique militaire des partis démocratiques.
La rupture se produit sur la question de savoir si le Deutsches Friedenskartell doit prendre parti à l'initiative populaire contre la construction de cuirassés et protester contre l'interdiction du droit de manifestation prononcé contre le parti communiste en mai 1929. Alors que cette protestation reste lettre mort, la Deutsche Friedensgesellschaft et la Deutsche Liga für Menschenrechte quittent le cartel qui connaît alors ses dernières heures.

## Succession
En décembre 1931, seize groupements pacifistes de la République de Weimar fondent sous la direction de Ludwig Quidde le Comité allemand pour la propagande anti-armement (Deutscher Ausschuss für Abrüstungspropaganda) dont l'un des buts est de sensibilité l'opinion publique allemande en vue de la Conférence de Genève sur le désarmement, action qui remporte cependant peu de succès.
L'historien Wolfram Wette considère que : « Lorsque le Deutsches Friedenskartell a dû être dissout en 1929 à cause de tensions insurmontables entre la vision modérée et la vision radicale, cela a signifié pour le mouvement pacifiste allemand l'entrée dans l'insignifiance politique ».